# Anna Matijenko
Anna Matijenko (ros. Анна Анатольевна Матиенко) (ur. 12 lipca 1981 w Prochładnyju) – rosyjska siatkarka, reprezentantka kraju, rozgrywająca. Od sezonu 2019/2020 występuje w drużynie Leningradka Petersburg.

## Sukcesy klubowe
Puchar Rosji:
- 2002, 2003, 2004, 2006, 2007, 2009, 2011

Mistrzostwo Rosji:
- 2008, 2009
- 2006, 2010, 2011, 2012
- 2015

Puchar CEV:
- 2007

Liga Mistrzyń:
- 2008, 2009

Puchar Challenge:
- 2015

## Sukcesy reprezentacyjne
Volley Masters Montreux:
- 2013

Mistrzostwa Europy:
- 2013